# Famke van Wijk
Famke Gertha «Famke» van Wijk (Utrecht, 1969) es una escultora neerlandesa.

## Datos biográficos
En 2005 obtuvo el Premio Charlotte van Pallandt, de carácter bienal y concedido a las jóvenes promesas de la escultura en los Países Bajos.
Es la autora de la escultura titulada Heaven holds a sense of wonder (El cielo tiene un sentido de la maravilla), que forma parte del proyecto Sokkelplan de La Haya, obra instalada en 2011.

## Obras
- Heaven holds a sense of wonder (El cielo tiene un sentido de la maravilla, 2011), La Haya, dentro del proyecto Sokkelplan.[1]

- Sending the spirit of compassion (Enviando el espíritu de la compasión), jardines del hospital  Westfriesgasthuis de Hoorn.

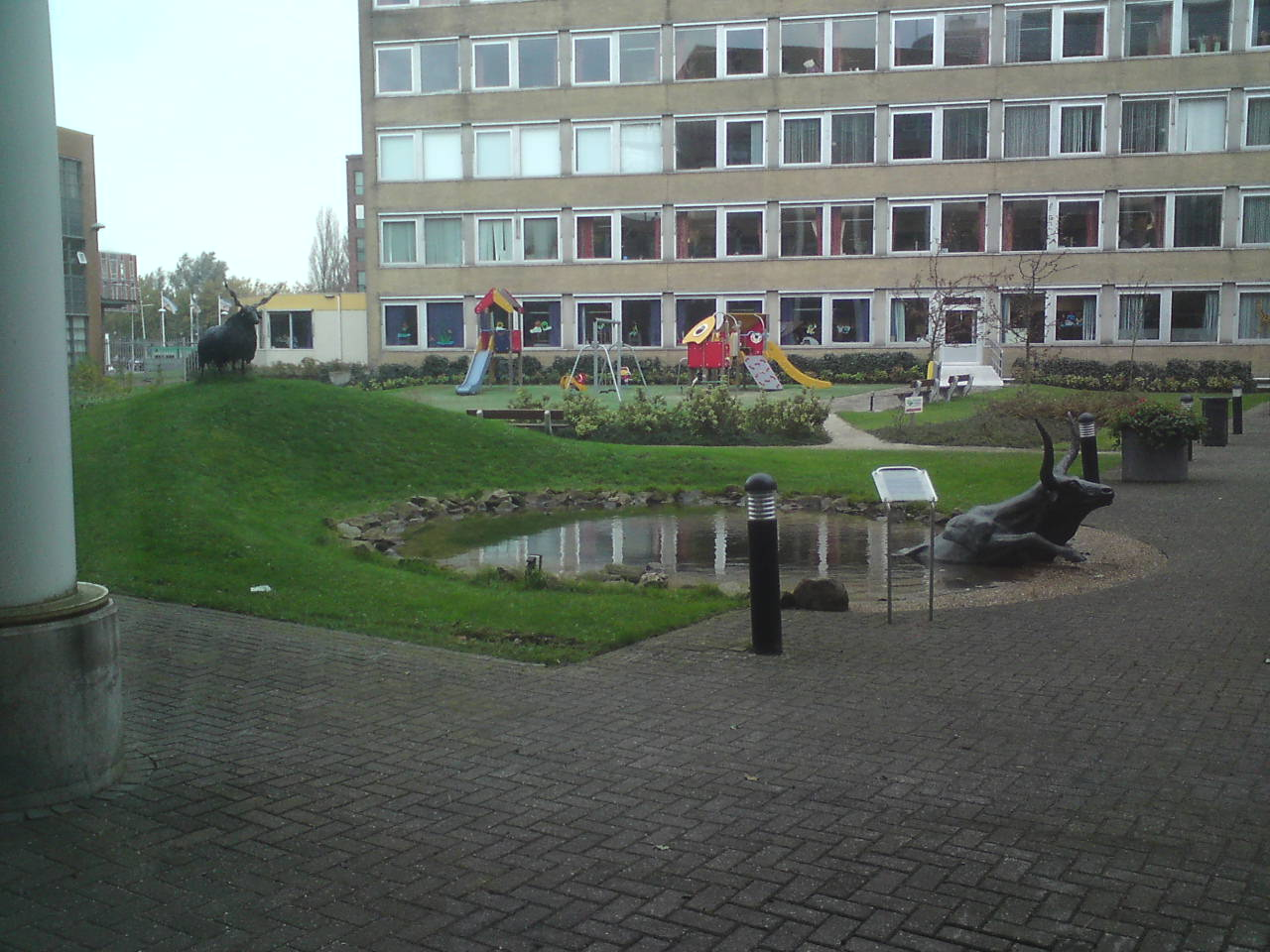